# Dyersburg (Tennessee)
Dyersburg település az Amerikai Egyesült Államok Tennessee államában, Dyer megyében, melynek megyeszékhelye is. Lakosainak száma 16 164 fő (2020. április 1.).

## Népesség
A település népességének változása:

| 2010 | 17 145 |
| 2020 | 16 164 |